# Vi mạch họ 4000

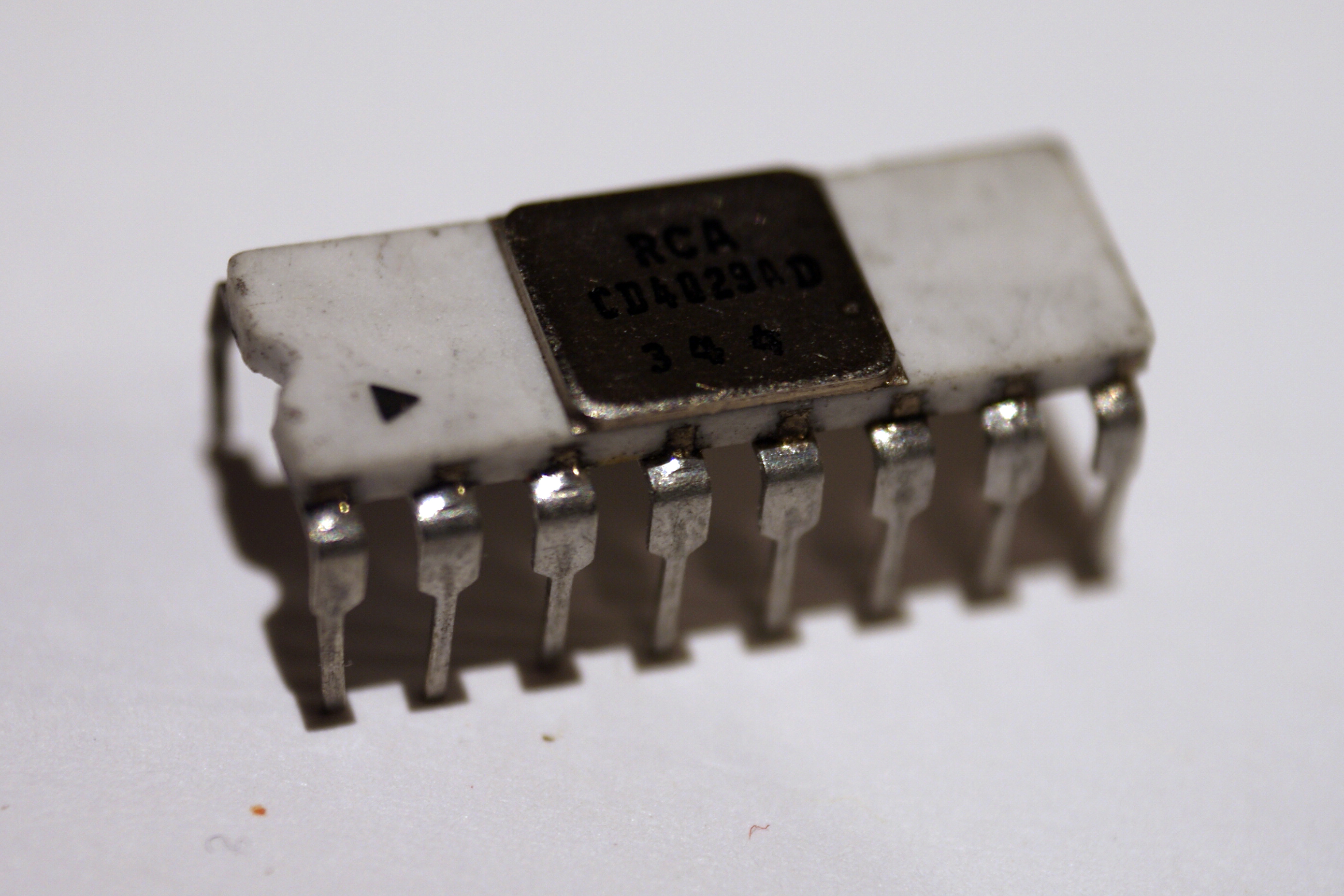
Mạch đếm CD4029 trong dòng sản phẩm đầu của hãng RCA

Họ 4000 hay 4000 series là họ mạch tích hợp chuẩn công nghiệp (IC) thực hiện một loạt các chức năng logic sử dụng công nghệ Complementary Metal-Oxide-Semiconductor (CMOS), và ngày nay vẫn đang được sử dụng.
Chúng sử dụng nguồn trong dải 3 V đến 15 V.

## Lịch sử
Họ 4000 được hãng RCA giới thiệu với vi mạch CD4000 COS/MOS vào năm 1968, như một IC tiêu thụ điện năng cực thấp và thay thế linh hoạt hơn so với họ 7400 của transistor-transistor logic (TTL). RCA ký hiệu sản phẩm với CD cho IC digital, CA cho IC analog.
Các IC thời đầu hoạt động chậm với giới hạn tần 1 MHz, thua TTL hoạt động đến 10 MHz.
Từ 1980 các thiết kế mới đưa thêm loạt với ký hiệu 45xx hay 45xxx, nhưng giới sử dụng vẫn xem đây là thành phần của loạt 40xx. Các phát triển hướng vào việc tăng tần số làm việc và chế tạo IC có tương thích mức logic với TTL.

## Đệm và không đệm
|  |  |

| Cổng NOR CMOS 2 lối vào không đệm | Cổng NOR CMOS 2 lối vào có đệm |